# なまくらメトロ
なまくらメトロ（英:NamakuraMetro）は日本のロックバンド。
バンド名はメンバーがバラバラでテンポが揃わないことから、なまくらなメトロノームという意味である。

## 経歴

### 2019年
- きのが大谷をバンドに誘い、事実上の前身となるバンドを結成。 コピーバンドとして杉並区内で活動を始める。

### 2022年
- 10月　國學院大學内の軽音楽サークルでマイ・ケミカル・ロマンスのコピーバンドを結成する中で大谷・佐藤・伊藤が知り合う。
- 12月4日　佐藤翔太が正式加入。

### 2023年
- 3月8日　shibuya CYCLONEにてなまくらメトロとして初のライブを行う。
- 5月17日　佐藤に誘われる形で伊藤元陽が正式加入。現在のメンバーが揃う。
- 8月24日　SOUND SHOCK TOKYO 2023にてサーキットイベント初出演。
- 11月1日　1stシングル、BRAVMEN[2]をeggsにて先行リリース。
- 11月21日　2ndシングル、煙草[3]をeggsにて先行リリース。

### 2024年
- 4月14日　3rdシングル、灯籠をeggsにて先行リリース。
- 10月15日　4thシングル、Dioramaをeggsにて先行リリース。

### 2025年
- 6月1日　5thシングル、theatre.Vをリリース
- 8月8日　初の自主企画を渋谷La.mamaで開催。新アルバム「胎動」会場限定盤を50枚限定で発売。

## メンバー
佐藤翔太（さとう しょうた）　
- 2003年7月2日生まれ。ギター・ボーカルを担当。一部楽曲で作詞作曲も務める。
- BUMP OF CHICKENやRADWIMPS、Mr.Childrenの影響を強く受けており、本人の発言や歌詞、作曲の姿勢に至るまでそれらが表れる。

きの
- 2004年2月7日生まれ。ギター・コーラスを担当。なまくらメトロのほぼ全ての楽曲制作に携わっている。
- kuchiatama4kaku（読み方:くちあたましかく）名義でTikTokアカウントを運営しており、およそ2万人[6]のフォロワーを有している。

伊藤元陽（いとう もとあき）
- 2003年4月23日生まれ。ベースを担当。
- グッズ制作に携わり、会場で配布されるステッカーの製作者である。

大谷優生（おおたに ゆうき）
- 2003年4月25日生まれ。ドラムを担当。一部楽曲で作詞を務めている。
- オアシスを筆頭とするブリットポップをルーツとし、時折その影響を見せる。

## ディスコグラフィ

### シングル
|     | 初リリース日   | タイトル  | 作詞                     | 作曲                     |
| --- | -------------- | --------- | ------------------------ | ------------------------ |
| 1st | 2023年11月1日  | BRAVMEN   | 佐藤翔太                 | kuchiatama4kaku/佐藤翔太 |
| 2nd | 2023年11月21日 | 煙草      | 大谷優生                 | kuchiatama4kaku/大谷優生 |
| 3rd | 2024年4月14日  | 灯籠      | kuchiatama4kaku/大谷優生 | kuchiatama4kaku          |
| 4th | 2024年10月15日 | Diorama   | 佐藤翔太                 | 佐藤翔太/きの            |
| 5th | 2025年6月1日   | theatre.V | きの/佐藤翔太            | きの                     |

### アルバム
|     | 初リリース日 | タイトル |
| --- | ------------ | -------- |
| 1st | 2025年8月8日 | 胎動     |

## ライブ・イベント
| 年   | 日程     | 公演名                                                                            | 会場                 | 備考                     |
| ---- | -------- | --------------------------------------------------------------------------------- | -------------------- | ------------------------ |
| 2023 | 3月8日   | 國（学院）FEST                                                                    | shibuya cyclone      | バンドとして初ライブ     |
| 2023 | 7月4日   | BOOKING EVENT                                                                     | shibuya cyclone      |                          |
| 2023 | 8月24日  | SOUND SHOCK TOKYO 2023                                                            | 下北沢 WAVER         | サーキットイベント初出演 |
| 2023 | 11月1日  | Sun Cousto JAPANTOUR 2023                                                         | shibuya cyclone      |                          |
| 2023 | 11月21日 | utari vol.3                                                                       | 下北沢近松           |                          |
| 2023 | 12月7日  | My Apology                                                                        | 赤坂 navey floor     |                          |
| 2024 | 2月8日   | synthesis vol.09                                                                  | 下北沢 DaisyBar      |                          |
| 2024 | 3月6日   | CONVICTION                                                                        | 新宿 NINE SPICES     |                          |
| 2024 | 4月25日  | ニィキュッパ ハジメノツアー！！                                                   | 下北沢近松           |                          |
| 2024 | 5月16日  | 日常、廻る                                                                        | 下北沢DaisyBar       |                          |
| 2024 | 6月24日  | THE AFTER ALL'S NewSingleReleaseTour                                              | shibuya cyclone      |                          |
| 2024 | 7月29日  | TEEN'S MUSIC CAMP                                                                 | 新宿LOFT             |                          |
| 2024 | 8月9日   | taransmission                                                                     | 下北沢DaisyBar       |                          |
| 2024 | 8月27日  | SOUND SHOCK TOKYO 2024                                                            | 下北沢ろくでもない夜 | 2年連続の出演            |
| 2024 | 9月11日  | KT ZeppYokohama出演権争奪戦予選                                                   | 下北沢ろくでもない夜 |                          |
| 2024 | 9月25日  | SmokeFromTheRoyal Single Release Party "Hi-End"                                   | 新宿ANTIKNOCK        |                          |
| 2024 | 10月16日 | A DAY IN THE LIFE Vol.211                                                         | 下北沢ERA            |                          |
| 2024 | 12月26日 | KT ZeppYokohama出演権争奪戦準決勝                                                 | 横浜7th AVENUE       |                          |
| 2024 | 12月27日 | もしもFortissimo pre. 1stEP release live 君を愛しているのはきっと私くらいでしょ？ | 下北沢DaisyBar       |                          |
| 2025 | 2月5日   | A DAY IN THE LIFE Vol.248                                                         | 下北沢ERA            |                          |
| 2025 | 2月7日   | AUBREI pre. 「部屋」                                                              | 新宿Marble           |                          |
| 2025 | 2月26日  | Turning Colours                                                                   | 吉祥寺NEPO           |                          |
| 2025 | 3月11日  | DaisyBar 20th anniversary ordinary                                                | 下北沢DaisyBar       |                          |
| 2025 | 3月25日  | ゼンジンミトウ                                                                    | KT Zepp Yokohama     |                          |
| 2025 | 6月11日  | この街で生きている vol.3                                                          | Shibuya Milkyway     |                          |
| 2025 | 7月14日  | コクフェス vol.2                                                                  | CLUB CRAWL           |                          |
| 2025 | 8月8日   | なまくらメトロpre. 「胎動」                                                       | 渋谷 La.mama         | バンドとして初の自主企画 |